# Kazachstania servazzii
Kazachstania servazzii är en svampart som först beskrevs av Capr., och fick sitt nu gällande namn av Kurtzman 2003. Kazachstania servazzii ingår i släktet Kazachstania och familjen Saccharomycetaceae.   Inga underarter finns listade i Catalogue of Life.